# Richard Clayderman
Richard Clayderman (tên thật là Philippe Pagès, sinh ngày 28 tháng 12 năm 1953 tại Pháp) là một nghệ sĩ dương cầm nổi tiếng. Ông đã phát hành nhiều album nhạc, trong đó có các nhạc phẩm của Beethoven, Liszt, Chopin và Mozart, nhưng chủ yếu là của Paul de Senneville và Olivier Toussiant. Richard Clayderman cũng được biết đến bởi khả năng diễn xuất tuyệt vời những bản nhạc được nhiều người ưa chuộng như "Yesterday", "The Sound of Silence" và "Memory".
Mặc dù được đào tạo để trở thành nghệ sĩ piano cổ điển, song hầu hết các đĩa nhạc của ông tập trung vào âm nhạc phổ thông với những tình khúc đương thời.

## Sự nghiệp

### Thời trẻ
Clayderman học chơi piano từ cha của mình, một giáo viên piano.
Khi 12 tuổi, ông được nhận vào nhạc viện Paris, nơi ông được đánh giá cao vào cuối tuổi thanh niên. Những khó khăn về tài chính đã ngăn cản ông theo đuổi sự nghiệp đầy triển vọng là trở thành nghệ sĩ piano. Thay vào đó, để kiếm sống, Richard đã làm nhân viên ngân hàng và người đệm nhạc cho những ban nhạc đương thời. Ông từng đệm nhạc cho các ca sĩ như Johnny Hallyday, Thierry Le Luron và Michel Sardou.

### Thành công và phê bình
Clayderman đã thu âm hơn 1.300 giai điệu, và đã tạo nên một phong cách riêng cho mình. Ông đã dành nhiều thời gian thực hiện các buổi hòa nhạc. Đến năm 2006, con số kỷ lục bán đĩa của ông vào khoảng 150 triệu USD, và có 267 đĩa vàng, 70 đĩa bạch kim để tín dụng của mình. Ông đã nổi tiếng tại châu Á và được ghi nhận vào sách kỷ lục Guinness là "nghệ sĩ piano thành công nhất trên thế giới".
Clayderman rất nổi tiếng ở các nước thế giới thứ ba, nhiều nhà phê bình cho rằng nhạc của ông là "nhạc thang máy", bởi vì các tác phẩm của ông được chơi ở những nơi không gian rộng rãi, chuyển tiếp như thang máy, khu buôn bán...
Một vài giáo viên âm nhạc Trung Quốc đã góp phần phổ biến nhạc của ông vào Trung Quốc đại lục nhằm làm tăng số lượng sinh viên học đàn piano kể từ thập niên 1980. Theo sách Last Chance to See của Douglas Adams xuất bản năm 1990 thì Clayderman là nghệ sĩ chơi piano nổi tiếng nhất tại Trung Quốc kể từ đó.

## Danh sách đĩa nhạc
| A - A Comme Amour (CD) - A Dream of Love (CD) - A Little Night Music (CD) - A little Romance (CD) - All by myself (2 CD SET) comme ci comme sa the original - Always (CD) - America Latina...mon amour (CD) - Amour (CD) - Amour pour amour (CD) - Anemos (CD - Anniversary Collection (5 CD SET) - Antique Pianos (CD) - Arabesque (CD) - A Touch of Latino (CD) B - Ballade pour Adeline (LP / 33T) (WW Sales: 30 million) - Ballade pour Adeline (1985-CD) - Ballade pour Adeline and other Love Stories (CD) - Best 100 (Italy version) (2 CD) - Best 100 (Japan version) (2 CD) - Best Friend (CD) - Best of Classics (2 CD SET) - Best of Richard Clayderman (CD) - Brazilian Passion (CD) - Para Reynosa tamaulipas C - Carpenters Collection (CD) - Chansons d'Amour (2 LP SET) - Chinese Evergreen (CD) - Chinese Garden (CD) - Chinese Garden/Cherished Moments (CD + VCD) - Christmas (LP / 33T) - Christmas Album (CD) - Clair de Lune (3 CD SET) - Classic Touch (CD) - Classics (CD) - Clayderman 2000 (CD) - Coeur Fragile (CD) - Collection, The (CD) - Confluence, The (CD) - Couleur Tendresse (1982,LP / 33T) D - Deluxe (2 CD SET) - Desperado (CD) - Deutsche Volkslieder (CD) - Digital Concerto (CD) - Dimanche et fêtes (CD Single) E - Ecos de sudamérica (CD) - Ein Träum von Liebe (LP / 33T) - Eléana (LP / 33T) - Eléana (CD) - Encore (CD) - En Venezuela (CD) - Essential (3 CD SET) - Essential Classics (CD) - Everybody Loves Somebody Sometime (CD) F - Fantastic Movie story of Ennio Morricone (CD) - Forever My Way (CD, 2006) - France, mon Amour (CD) - Friends France - Original (CD + VCD) - Friends France (CD + VCD) - From the Heart (LP / 33T) - From this moment on (2006/CD) | G - Golden Hearts (CD) - Golden Moments (CD) H - Hollywood and Broadway (CD) - Howards End và EastEnders theme - Hungarian Sonata I - Il y a toujours du Soleil au dessus des Nuages (CD) - In amore (CD) (Originally produced (1999) (Polydor Records: 1995-1996) - In Harmony (CD) - In the key of love (2 CD SET) - Introducing Richard Clayderman (CD) J - Japon mon Amour (CD) - Joue-moi tes rêves (CD) L - La Tendresse (CD) - Les Musiques de l'amour (LP / 33T) - Les Musiques de l'amour (CD Version) - Les Nouvelles Ballades Romantiques (CD) - Les Rendez-vous de Hasard (CD) - Les Sonates (CD) - Lettre à ma Mère (CD) - Lettre à ma Mère (LP / 33T) - Love, American Style (CD) - Love Collection (CD) - Love Follow Us (CD) - Love Follow Us 2 (CD) - Love, French Style (CD) - Love, Italian Style (CD) - Love Songs of Andrew Lloyd Webber (CD) - Love the Aboriginal's - Love the Phan-huy's(the classic collection China) - Lyphard Melodie (CD) M - Magic of Brazilian Music (CD) - Magic of Richard Clayderman (2 x LP) - Matrimonio d'amour - Mariage D'Amour - Masters of Melody (3 CD SET) - Medley Concerto (LP / 33T) - Meisterstücke (CD) - Memories (DVD / VHS) - Millennium Gold (CD) - Mexico con amor (CD) - Mother of Mine (2 x CD) - Musical Collection (Double CD) - Music of Richard Clayderman (LP / 33T) - My Australian Collection (CD) - My Bossa Nova Favourites (CD) - My Classic Collection (CD) - My favourite Oldies (2 CD SET) - My favourite Melodies (2 CD SET) - Mysterious Eternity (CD) N - New (2005) - New era (CD + VCD) - Number 1 Hits (Double CD) O - On TV (CD) - Omaggio (CD) P - Piano et orchestre (CD Version of the Debut Album) - Null Piano moods (Double CD) - Plays Abba (CD) - Premiers chagrins d'Elsa, Les (1983, LP/33T) |  | Q - Quel gran genio del mio amico... (CD) R - Remembering the Movies (CD) - Rendez-vous (Produced by COBA) - Rêveries (LP / 33T) - Rêveries No.2 (CD) - Richard Clayderman (1977 Debut album) (LP / 33T) - Richard Clayderman (1982) (LP / 33T) - Richard Clayderman in Concert - Japan (Video) - Richard Clayderman in Concert - England (Video) - Richard Clayderman Plays Abba, The Hits (CD) - Romance and the piano of Richard Clayderman (CD) - Romantic (CD) - Romantic America (Canadian Release) (CD) - Romantic Dreams (CD) - Romantic Nights (CD) One of a 10xCD compilation set from St Clair. - Rondo pour un tout petit enfant (CD) S - Scandinavian Collection (CD) - Serenade de l'etoile (Coup de Coeur) (CD) - Smiling Joey (CD Single) - Songs of Love (CD) - Souvenirs (CD) - Souvenirs D'Enfance - Souvenir of Love (LP / 33T) - Stage and Screen (CD) - Sweet Memories (Cassette) - Sweet Memories (LP / 33T) - Souvinirs D ' Enfance (CD) T - Tango (CD) - Thailand mon Amour (CD) - The best 100 (CD 2006) - Together (CD) - Together at Last (CD) - Träumereien 3 (CD) - Träummelodien (CD) - Treasury of love (CD) One of a 10xCD compilation set from St Clair. - Turquie mon amour (CD) - Two Together (CD) U - Ultimate Collection (4xCD) V - Very best of Richard Clayderman (CD) - Very best of Richard Clayderman (DISKY) (3 x CD) - Vietnamese long song (CD) W - What a wonderful World (2 CD SET) - When a man loves a woman (CD) - When love songs were love songs (CD) - With Love (1988) (LP / 33T) - With Love (1997) (CD) - With Love (1999) (CD) - World Tour (CD) Z - Zodiacal Symphony (CD) # - 25 Years of Golden Hits (2xCD) - 30 Ans - The chemin de gloire (30 years - The path of glory) (2xCD) - 50 Exitos Romanticos (3xCD) - 101 Solistes Tziganes (CD) |